# والنتین اسمیرنیتسکی
والنتین گیورگیویچ اسمیرنیتسکی (روسی: Валентин Георгиевич Смирнитский؛ زادهٔ ۱۰ ژوئیهٔ ۱۹۴۴) بازیگر اهل روسیه است.
از فیلم‌ها یا برنامه‌های تلویزیونی که وی در آن نقش داشته‌است، می‌توان به سپر و شمشیر، قدم زدن در خیابان‌های مسکو، پیرمرد صدساله‌ای که فلنگ را بست و ناپدید شد و باردار اشاره کرد.
وی همچنین برندهٔ جوایزی همچون هنرمند مردمی فدراسیون روسیه (۲۰۰۵) شده‌است.